# Torito (danza)
La danza del torito  es una  de las más tradicional y de las más representativas del Carnaval de Barranquilla. La danza es de origen africano. Consiste en un grupo de bailarines de cantidad indeterminada que danzan al son de tambores. Cada año participan en el Carnaval de Barranquilla y han sido ganadores consecutivamente desde hace casi 300 años.

## Historia
La danza fue fundada el 19 de enero de 1878 por el barquillero Angelote Josefino. Esta danza hace parte de las llamadas Danzas negras o de Negros de Turbante
Su creación se dio a partir del rechazo que hicieron a su fundador en la danza El Toro Grande, debido a su corta edad (20 años), a partir de ahí Angelote Josefino decidió crear su propio grupo, en compañía de varios amigos. Josefino dirigió el grupo hasta el año 1930 cuando cedió el mando a su hijo, este último la dirigió hasta el año 1973.

## Disfraz
El disfraz de torito consiste de un enterizo manga larga confeccionado generalmente en tela de latín, de colores vivos, en especial rojo y amarillo. Lleva una máscara grande (el tamaño oscila entre dos o tres veces más que el de una cabeza humana normal). La máscara simula la cara de un toro macho con cachos afilados y grandes, pintada de varios colores. En el extremo cada cacho lleva un cascabel romboide hecho en latón con cintas que cruzan de cacho a cacho y españoleas de colores que cuelgan de cada cascabel. También ellos se ponen máscaras.

## Músicas
Elemento infaltable para que pueda realizarse la danza del torito, la música es realizada principalmente con tambores, generalmente dos o tres, pero dependerá siempre de la cantidad de personas que participen en la danza y del tipo de evento en que se presenten. Adicionalmente los percusionistas van cantando rimas relacionadas con la vida cotidiana y los mismos integrantes de la danza responden en coro a dichas rimas. Todo esto acompañado con palmas de los bailarines y las personas que los observan.
- Datos: Q6149193